# Gau

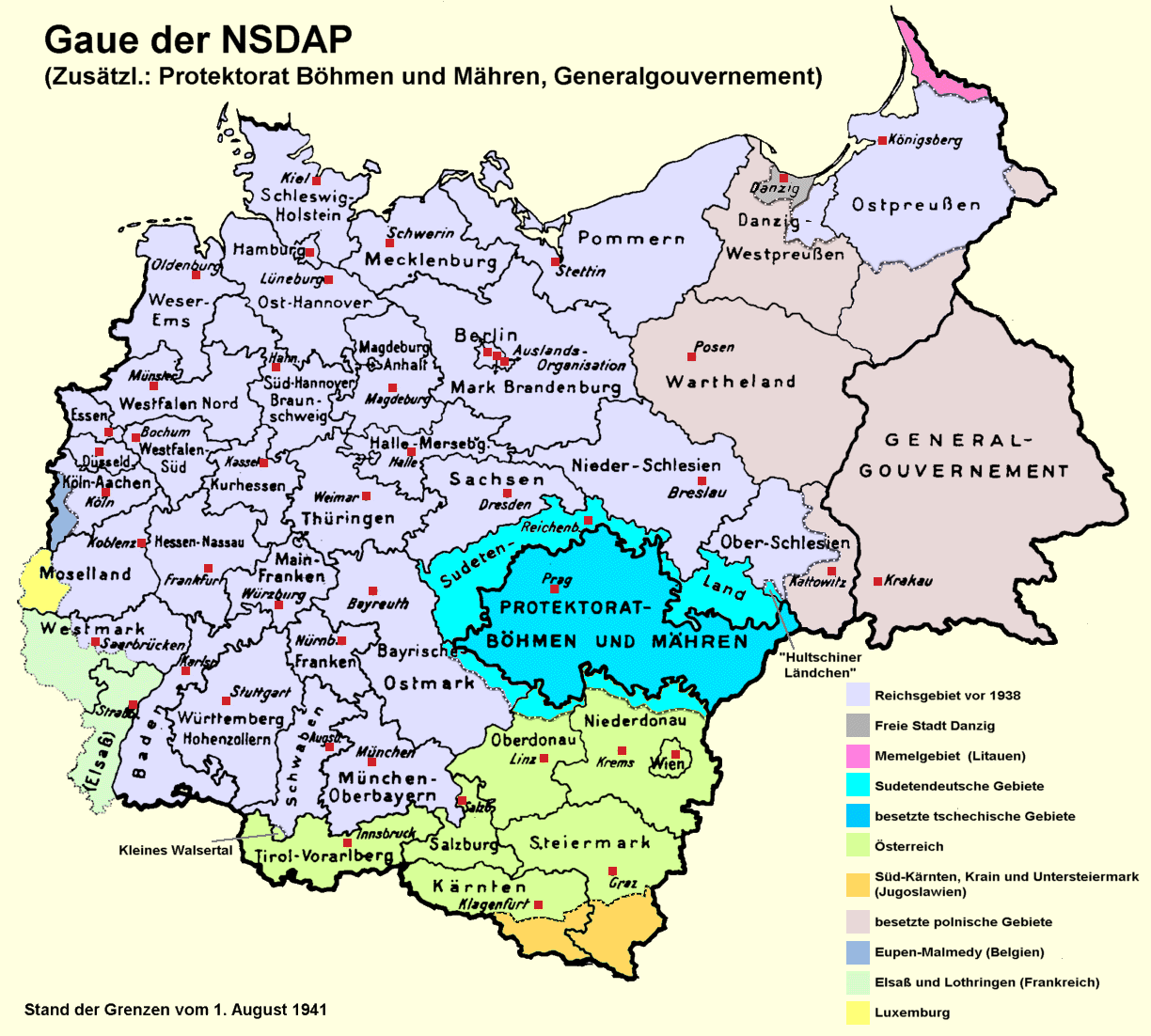
Gauindelning 1941

Gau (tyska, plural Gaue) är ursprungligen en historisk benämning på ett landskap eller område i det tysktalande Europa. Termen har på grund av sin nazistiska historia inte någon officiell användning inom offentlig förvaltning idag och inte i samhället i övrigt även om undantag finns.

## Landskap och regioner
Flera regioner i det tyskspråkiga Europa har namn som innehåller ordet Gau. Ett sådant exempel är den schweiziska kantonen Aargau. I tyskspråkiga regioner återfinns gau i en rad namn för landskap.
- Tyskland: Albgau, Allgäu, Ambergau, Ammergau, Bliesgau, Breisgau, Chattengau, Chiemgau,  Draingau (Südmünsterland), Gäu (Baden-Württemberg), Gäuboden, Heilbronngau, Hegau, Inngau, Klettgau, Knetzgau, Kraichgau, Linzgau, Nibelgau, Ochsenfurter Gau, Pfinzgau, Rangau, Rheingau, Rupertigau Saargau, Stevergau (Südmünsterland), Wasgau, Wonnegau, Argengau, Lobdengau
- Österrike: Attergau, Flachgau, Lungau, Nibelungengau, Pinzgau, Pongau, Strudengau, Tennengau
- Schweiz: Aargau, Elsgau, Gäu, Klettgau, Prättigau, Sisgau, Thurgau. historiskt: Augstgau, Buchsgau, Züri(ch)gau
- Luxemburg: Wavergau
- Sydtyrolen: Vinschgau
- Elsass: Sundgau
- Belgien: Ardennengau, Brabantgau, Haspengau, Hennegau, Lommegau, Lüttichgau, Mepsegau, Methingau

## Folkvandringstiden och medeltiden
Under folkvandringstiden var Gau ett självstyrande område med naturliga gränser bildade av floder eller andra tydliga markeringar i landskapet. Varje Gau hade eget ting och självvalda ledare. Under medeltiden utvecklades många sådana områden till grevskap och styrdes därmed av en greve, som var vasall till exempelvis den tyske kejsaren. Ett Gau var uppdelat i flera hundaren (jämför härad). I Storbritannien finns en motsvarighet till gau i shire.

## Nazityskland

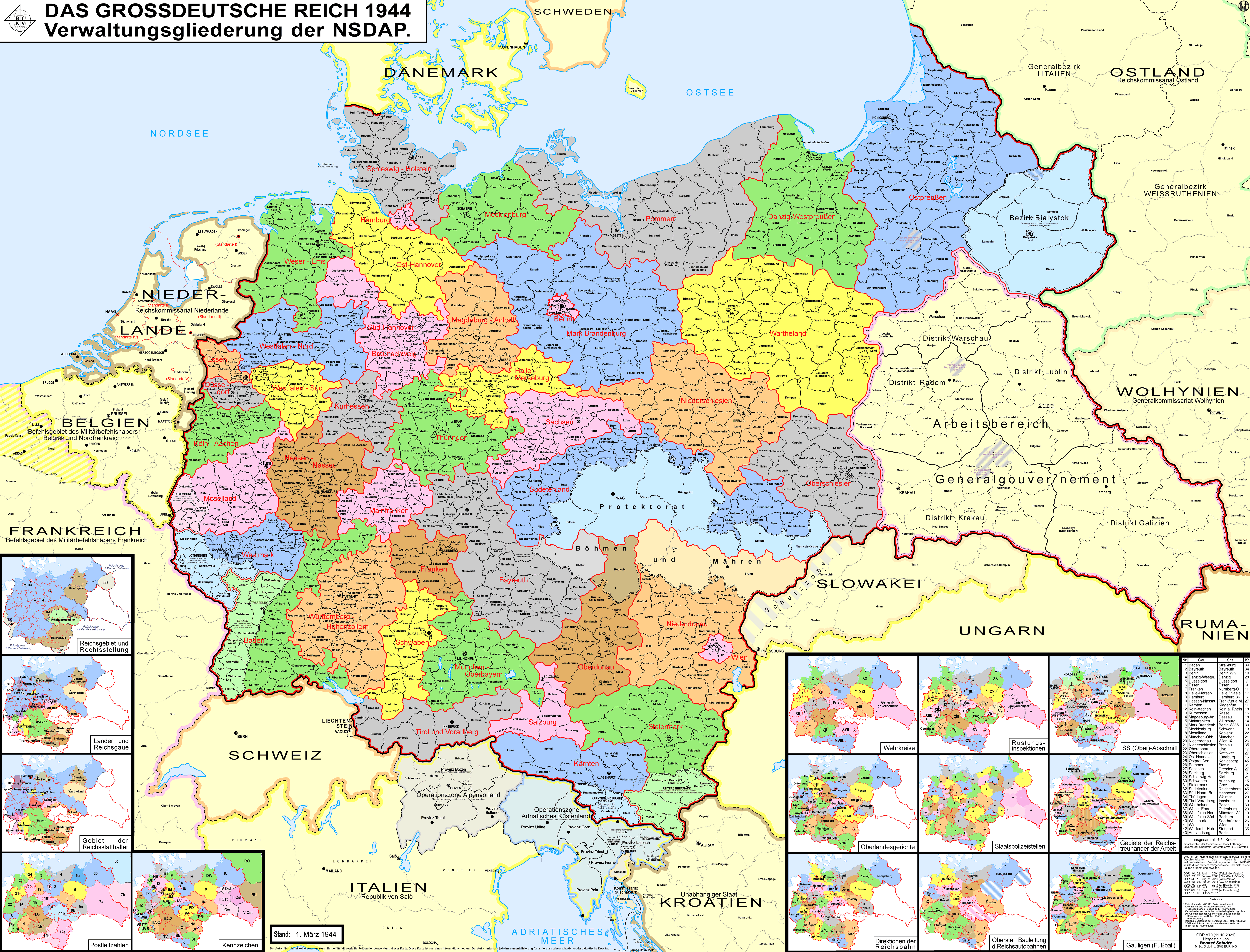
Tysklands uppdelning i Reichsgaue samt generalguvernementet efter den omarrondering som skedde på 1940-talet, under andra världskriget. Nazistregimen annekterade delar av Polen, Frankrike och andra länder, trots att inga fredsavtal hade slutits.

Ordet Gau återupptogs senare av det tyska nazistpartiet – först som en beteckning på dess partidistrikt Parteigau och senare även som beteckning på större administrativa enheter i Nazityskland, då som Reichsgau. Efter nazisternas makttillträde blev dessa Nazitysklands största administrativa enheter omfattande en delstat, en provins eller stad. De stod under en Reichsstatthalter som också ofta var Gauleiter ("gauledare") och förenade både den statliga och partipolitiska makten inom sitt område.